# Eleonora V. Vorsky
Eleonora V. Vorsky (pseudônimo do publicitário e escritor Alexandre Machado) é a autora dos folhetins do Planeta Diário, tabloide brasileiro de humor dos anos 80 e 90. Os folhetins se tornaram a atração mais duradoura do Planeta Diário, e Eleonora e sua personagem Prima Roshana atingiram um status de cult que ultrapassaria as páginas do jornal.

## Obra noPlaneta Diário
Começando no primeiro número do Planeta Diário, publicado em dezembro de 1984, o folhetim A vingança do bastardo se estendeu em capítulos mensais até 1987, conquistando os leitores com sua impiedosa paródia dos clichês da pulp fiction. A coletânea dos capítulos foi publicada em livro.
A vingança do bastardo foi imediatamente seguido por Calor na bacurinha, a narrativa em primeira pessoa das memórias de Prima Roshana (consagrada como co-protagonista da obra anterior). Eleonora retornou ao folhetim em Ardência no regaço, apresentando uma nova trama absurda e novos personagens.  Gradualmente, porém, os relatos introdutórios dos capítulos (uma tradição que se consolidara já no tempo de A vingança do bastardo), frouxamente relacionados ao enredo, passaram a ganhar cada vez mais espaço, e Prima Roshana foi incorporada ao elenco.

## Outros meios
A fama de Eleonora foi além das páginas do Planeta Diário. Foi a autora das peças Xifopagus e Freud levou pau em Ginecologia (com Prima Roshana como personagem principal).
O espírito de Eleonora V. Vorsky continua visível na temática e no vocabulário de criações posteriores de Alexandre Machado (em conjunto com Fernanda Young) para a televisão, como Os Normais, Os Aspones e Minha Nada Mole Vida.

## Traços biográficos
Reforçando sua figura de grande dama da literatura popular, a "velhota sem-vergonha" era apresentada como "uma mistura de Barbara Cartland com Agatha Christie, só que com o dobro de varizes".
Sucessivas notas nas assinaturas dos capítulos de A Vingança do Bastardo acrescentaram informações numerosas (ainda que frequentemente contraditórias) sobre a vida e a obra de Eleonora. Segundo a versão mais comum, a escritora nasceu sobre a fronteira Itália--Iugoslávia e serviu como enfermeira em Trieste até que seu talento literário, descoberto já em idade avançada, a conduziu a uma carreira de sucesso internacional. Entre as realizações atribuídas a Eleonora V. Vorsky está a conquista de um certo prêmio "Bakunin de Ouro de Sintaxe". Mas as notas biográficas mais frequentes sobre a escritora assinalavam sua depravação sexual e seus odores desagradáveis.
Embora Eleonora sempre fosse considerada bem viva apesar de seus muitos anos, Alexandre Machado, em depoimento à revista Domingo do Jornal do Brasil em 1987, informou jocosamente que a escritora morrera pisoteada num concerto de John Lydon; Machado disse ser apenas "um cavalo da falecida". Anos depois, no próprio Planeta Diário, foi publicada uma entrevista com Eleonora.